# UnitedHealthcare Pro Cycling/2013
Deze pagina geeft een overzicht van de Unitedhealthcare Pro Cycling wielerploeg in 2013.

## Algemeen
Sponsors: UnitedHealthcare
Manager: Thierry Attias
Ploegleiders: Hendrik Redant, Michael Tamayo, Wilfried Cretskens

## Renners
| Naam               | Geboortedatum | Nationaliteit    | Ploeg 2011                       |
| ------------------ | ------------- | ---------------- | -------------------------------- |
| Alessandro Bazzana | 16-07-1984    | Italië           | Team Type 1                      |
| Hilton Clarke      | 07-11-1979    | Australië        |                                  |
| Jonathan Clarke    | 18-12-1984    | Australië        |                                  |
| Ben Day            | 11-12-1978    | Australië        |                                  |
| Philip Deignan     | 07-09-1983    | Ierland          |                                  |
| Lucas Euser        | 05-12-1983    | Verenigde Staten | Team SpiderTech-C10              |
| Robert Förster     | 27-01-1978    | Duitsland        |                                  |
| Davide Frattini    | 06-08-1978    | Italië           |                                  |
| Adrian Hegyvary    | 05-01-1984    | Verenigde Staten |                                  |
| Aldo Ino Ilešič    | 01-09-1984    | Slovenië         | Team Type 1                      |
| Martyn Irvine      | 06-06-1985    | Ierland          | RTS Racing Team                  |
| Christopher Jones  | 06-08-1979    | Verenigde Staten |                                  |
| Jake Keough        | 18-06-1987    | Verenigde Staten |                                  |
| Luke Keough        | 10-08-1991    | Verenigde Staten | Team Smartstop - Mountain Khakis |
| Jeff Louder        | 08-12-1977    | Verenigde Staten |                                  |
| Marc de Maar       | 15-02-1984    | Curaçao          |                                  |
| Karl Menzies       | 17-06-1977    | Australië        |                                  |
| John Murphy        | 15-12-1984    | Verenigde Staten | Kenda-5-Hour Energy Cycling Team |
| Kiel Reijnen       | 01-06-1986    | Verenigde Staten | Team Type 1                      |
| Daniel Summerhill  | 28-01-1989    | Verenigde Staten | Chipotle Development team        |
| Bradley White      | 15-01-1982    | Verenigde Staten |                                  |

## Belangrijke overwinningen
Wereldkampioenschappen baanwielrennen
Scratch: Martyn Irvine
Ronde van de Gila
4e etappe: Kiel Reijnen
Eindklassement: Philip Deignan
Philadelphia International Championship
Winnaar: Kiel Reijnen
Ronde van Beauce
5e etappe: Marc de Maar
Ronde van het Qinghaimeer
6e etappe: Robert Förster
13e etappe: Jake Keough
Ronde van Portugal
11e etappe: Jake Keough
Univest GP
Winnaar: Kiel Reijnen
2003 · 2004 · 2005 · 2006 · 2007 · 2008 · 2009 · 2010 · 2011 · 2012 · 2013 · 2014 · 2015 · 2016 · 2017 · 2018